# Zbigniew Mazurkiewicz
Zbigniew Euzebiusz Mazurkiewicz (ur. 14 sierpnia 1920 w Warszawie, zm. 22 kwietnia 1999 w Radości) – polski inżynier budownictwa, profesor, specjalista od mechaniki budowli.

## Życiorys
Zbigniew Mazurkiewicz urodził się 14 sierpnia 1920 w Warszawie. Ojciec, Stefan, był kancelistą w Polskich Kolejach Państwowych (od 1919 do 1939 r.), a matka - Aniela - pochodziła z patriotycznej rodziny Flecków, znanych litografów warszawskich. W 1937 ukończył gimnazjum im. Lelewela, następnie uczył się w Państwowej Szkole Budownictwa w Warszawie, w której naukę ukończył, mimo przerwy spowodowanej wybuchem wojny, w 1942. W latach 1943/1944 kontynuował naukę w Państwowej Wyższej szkole Technicznej w Warszawie i działa w Armii Krajowej, uczestnicząc w przerzutach amunicji do Getta Warszawskiego. Bezpośrednio po drugiej wojnie światowej brał czynny udział w odbudowie kraju: w Łodzi współpracował przy uruchomieniu przemysłu, w Warszawie jako technik budowlany w Biurze Odbudowy Stolicy (BOS). Następnie nadzorował (w latach 1947-1948) roboty przy odbudowie Domu Cechu Krawców ( krakowskie Przedmieście 41), pełniąc nadzór techniczny i wykonując projekt instalacji. Jednocześnie podejmuje studia na Wydziale Inżynierii Lądowej Politechniki Warszawskiej, które ukończył w 1948 (pracę magisterską napisał pod kierunkiem Witolda Wierzbickiego. Od 1948 roku pracował naukowo - najpierw na SGGW, następnie na Politechnice Warszawskiej. W 1960 roku uzyskał stopień naukowy doktora (praca "Zginanie i drgania płyt prostokątnych niejednorodnych" napisana pod kierunkiem prof. Witolda Nowackiego), a w 1966 habilitację (na podstawie pracy "Zginanie, wyboczenie i drgania ustrojów sprężystych złożonych z niejednorodnych prętów prostych o dowolnie zmiennych przekrojach poprzecznych"). W roku 1972 uzyskał tytuł naukowy profesora. W roku 1980 otrzymał tytuł profesora zwyczajnego nauk technicznych oraz został przedstawicielem Wydziału Inżynierii Lądowej w Senacie Politechniki Warszawskiej. W swojej działalności naukowej profesor Mazurkiewicz zajmował się między innymi, zastosowaniami szeregów i transformacji Fouriera w mechanice ustrojów prętowych i powierzchniowych oraz teorią powłok sprężystych. W swojej pracy na uczelni szczególną uwagę zwracał na pracę dydaktyczną i organizację nauczania mechaniki na wydziale. Był promotorem dwunastu prac doktorskich i licznych prac dyplomowych.
Napisał też, wspólnie z żoną, Danutą, inżynierem architektem, eseje o historii mechaniki.
Równocześnie z pracą na uczelni Zbigniew Mazurkiewicz pracował przy projektowaniu, między innymi w Centralnym Biurze Projektów Architektonicznych i Metroprojekcie, a także na potrzeby przemysłu - m.in. motoryzacyjnego oraz górniczego. W 1975 roku wraz z zespołem opracował patent na obudowę tubingową stosowaną jako obudowa szybów o znacznych średnicach.
W 1965 otrzymał nagrodę im. prof. Stefana Bryły.
Zbigniew Mazurkiewicz był autorem 97-miu publikacji w periodykach naukowych i czasopismach technicznych oraz współautorem 3 monografii, w tym ponad 600 - stronicowej "Shells of Revolution" wyd. PWN-Elsevier 1991.
Zbigniew Mazurkiewicz zmarł 22 kwietnia 1999 roku, jest pochowany na Cmentarzu ewangelicko-augsburskim w Warszawie w grobowcu rodzinnym Flecków (rząd 30, grób 32).